# Tonto National Monument
Das Tonto National Monument liegt im Zentrum von Arizona der Vereinigten Staaten. Das Gebiet liegt im äußersten Nordwesten der Sonora-Wüste und damit in einer extrem wasserarmen Gegend mit weniger als 50 cm Niederschlag im Jahr. Die einzige Wasserquelle ist der Salt River, der ganzjährig Wasser führt.
Gut erhaltene Pueblobauten der Salado-Indianer stammen aus dem 13. bis zum frühen 15. Jahrhundert. Die hier sesshaften Indianer betrieben Ackerbau und ergänzen ihre Nahrung durch Jagd und das Sammeln von Wildpflanzen. Die Salado beherrschten sowohl die Töpferei als auch die Webkunst, wie Funde im Südwesten belegen. Zahlreiche Funde sind im Besucherzentrum ausgestellt. Die Ausgrabungsstätten des Tonto National Monument Archeological District sind im Verzeichnis des National Register of Historic Places am 15. Oktober 1966 aufgenommen worden.

## Weblinks

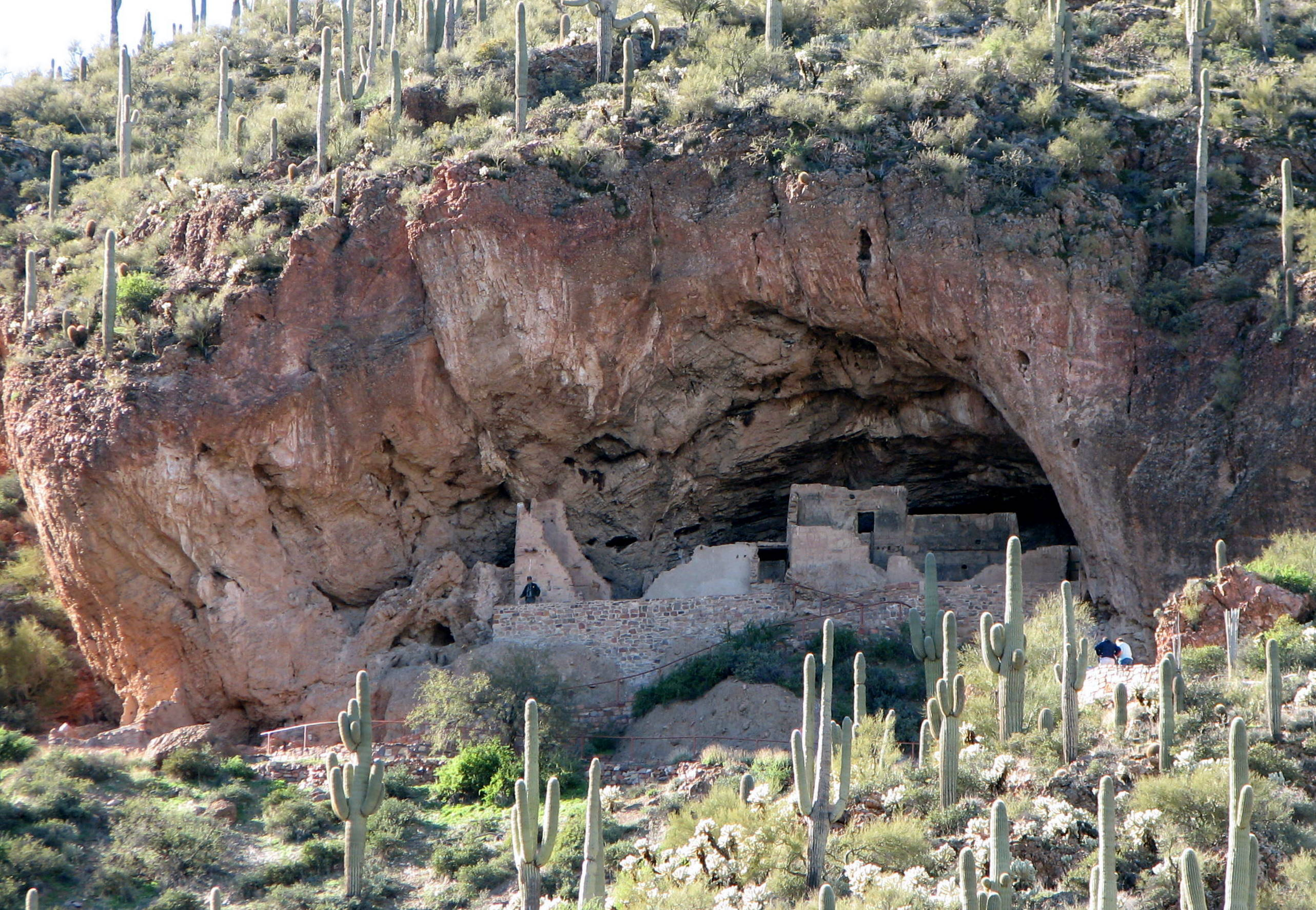
Pueblo